# 上武大橋
上武大橋（じょうぶおおはし）は、群馬県伊勢崎市境平塚と埼玉県深谷市中瀬を結ぶ橋である。利根川に架かる。

## 概要
- 左岸：群馬県伊勢崎市境平塚　上武大橋北交差点（群馬県道297号平塚境停車場線）
- 右岸：埼玉県深谷市中瀬 上武大橋南交差点（埼玉県道258号中瀬牧西線）

この付近は江戸時代から北越街道のルートであり、「中瀬の渡し」と呼ばれる官営の渡船が設けられた渡河点で、1883年に木造の船橋「向島橋（ごうそうばし）」（509 m）が架けられた記録があるが、これを改めて永久橋となったのは1934年竣工の橋 が最初である。現橋建設中は「中瀬橋」の名称で計画され、1931年に着工されたが、同年9月21日に発生した西埼玉地震の影響もあって竣工までやや時間を要し、1934年10月30日開通した。
橋長894.7 m、幅員5.5 mの鋼橋。中間の渡河部分がスパン52.1 mの単純下路ワーレントラス10連、両岸取り付け部分がスパン21 mのカンチレバープレートガーダー合計14連で構成されている。
群馬県道・埼玉県道14号伊勢崎深谷線が通っており、かつては道幅が狭いうえに大型車の通行量が多く、すれ違いにも苦労したため特に通勤・帰宅ラッシュが激しかった。また、道路橋の上流側には1982年（昭和57年）3月完成の側道橋があり、歩行者・自転車はここを通行する。
1992年（平成4年）2月20日に国道17号 上武道路が開通し、3.5 kmほど下流に新上武大橋が架けられ、ほとんどの大型車はこちらを通るようになった。これにより一定の渋滞緩和の効果はあったものの、以前に比べて減少したとはいえ未だに大型車の通行もあることから、朝の通勤時間帯は相変わらず渋滞が発生していた。
架橋後80年近くを経過して老朽化が著しく、また幅員が狭いため、2013年より橋の架け替え工事を始め、今までの橋の川下側に架設され、2018年3月17日15時に新橋が供用開始された。新橋は橋長888m、幅員11mの鋼13径間連続細幅箱桁橋で、新設橋に埼玉県として初めてプレキャストPC床版を採用している。
役割を終えた旧橋は2018年9月より解体され、親柱とトラス橋の部材の一部が橋の袂の深谷市側において「上武大橋のあゆみ」と名付けられたモニュメントとして保存されている。この部材には太平洋戦争（大東亜戦争）時にアメリカ軍によって付けられたとされる弾痕が残る。また、旧橋は住民から親しまれ、弾痕跡なども残り土木遺産として価値が高いことから1径間を所沢市の日比田調節池に管理橋として移設されている。

## 事故
架け替え工事の終了に伴い、旧橋の解体工事が2018年7月頃より行われていた。同年12月15日10時45分頃、解体中の側道橋の橋桁にダンプカーの荷台が接触して一部崩落した。この事故でダンプカーの運転席が落下した橋桁の下敷きになり、運転手は事故発生から9時間後に救出されたが死亡が確認された。このダンプカーは橋の撤去工事のため、土砂を運搬しようとしていた大型のものである。

## 風景

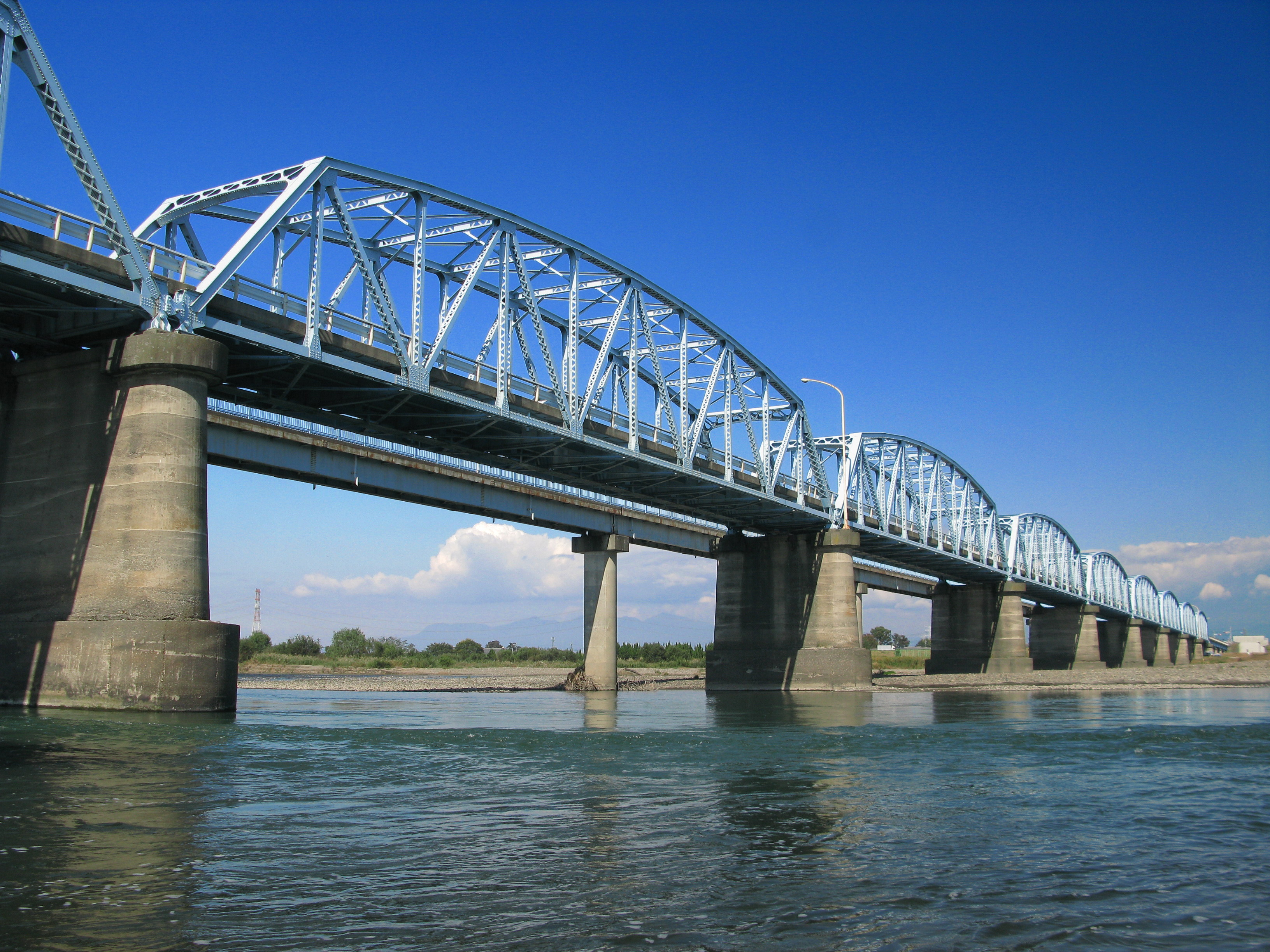
旧橋（2012年撮影）
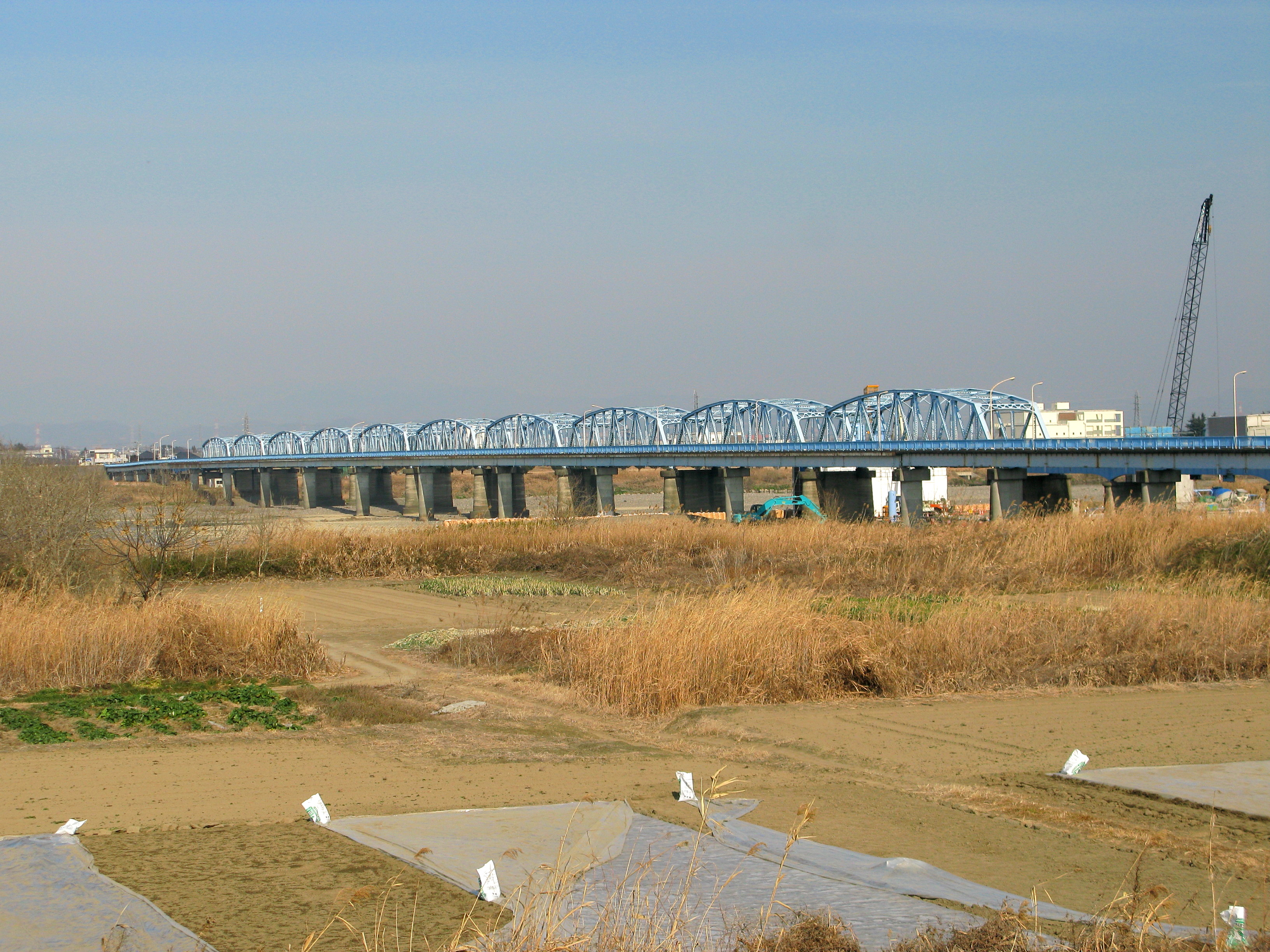
右岸西側から
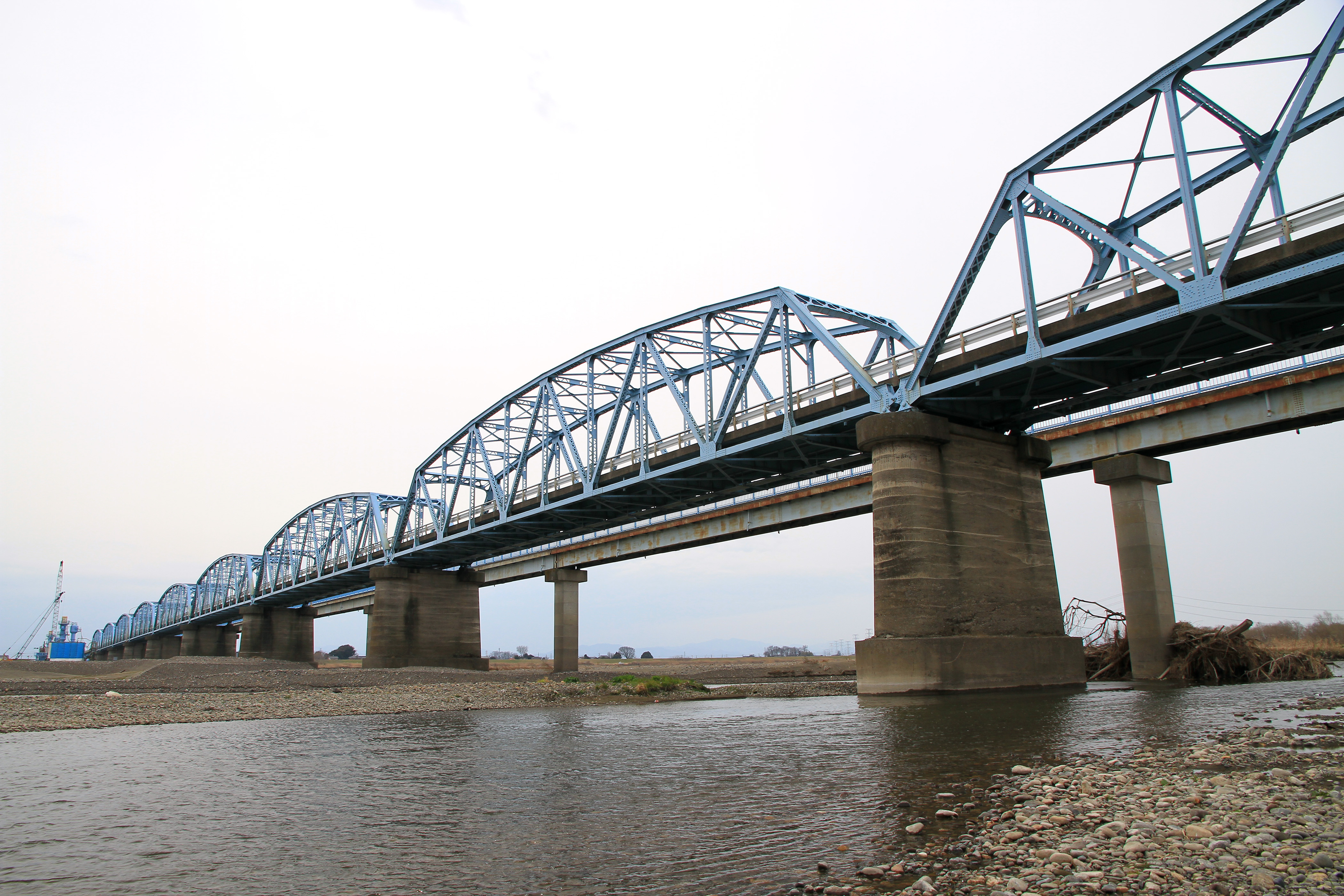
左岸東側から
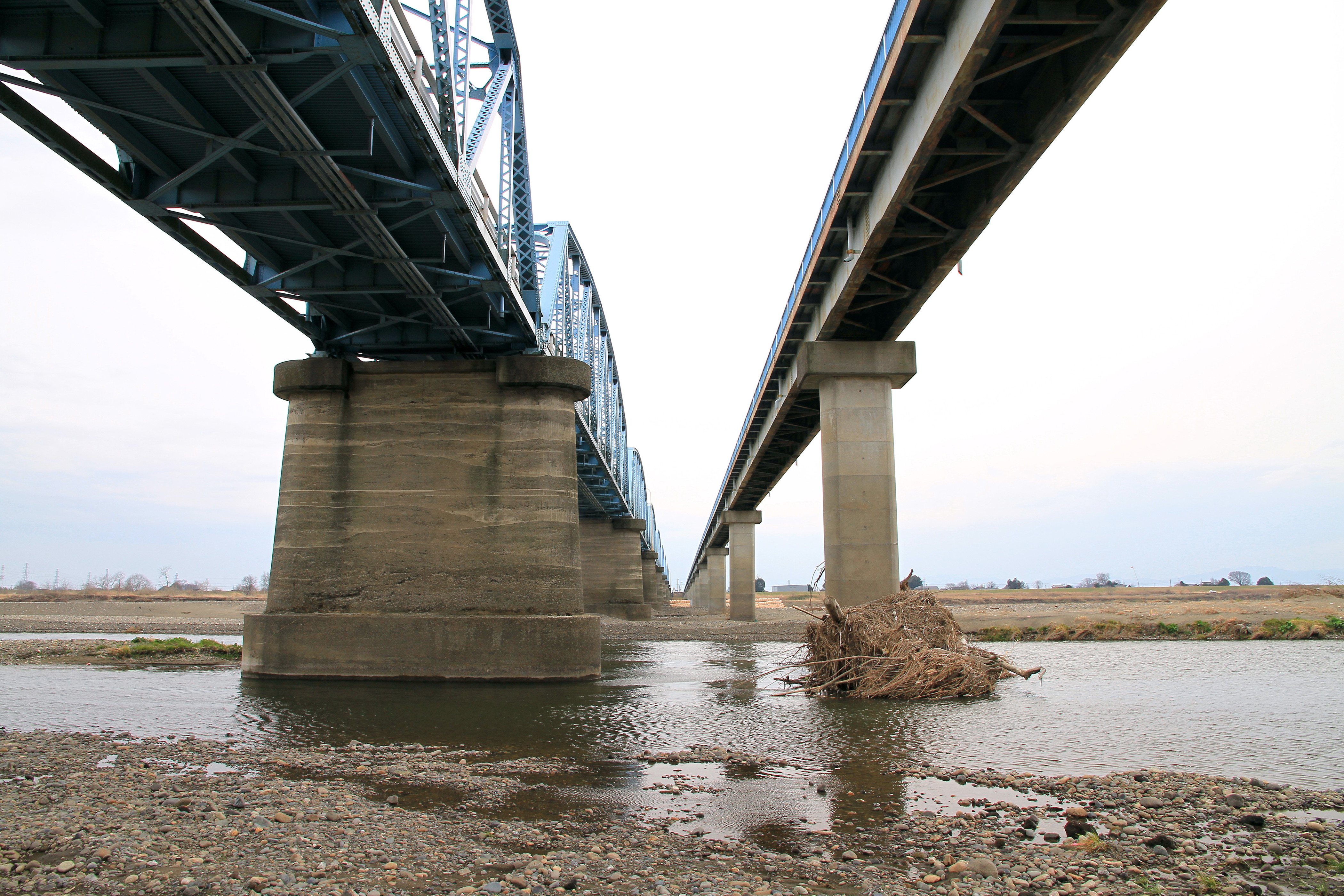
上武大橋と側道橋
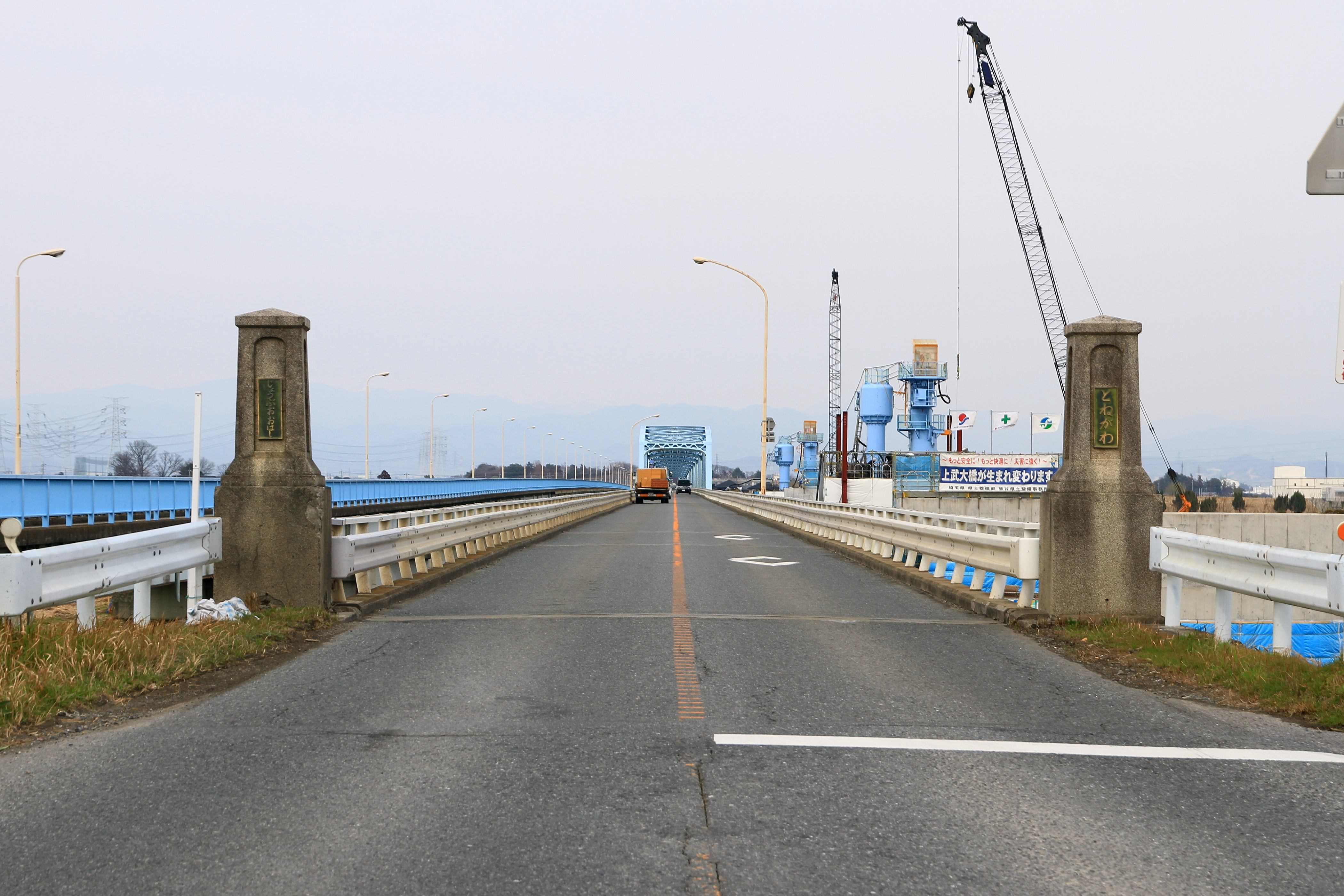
親柱
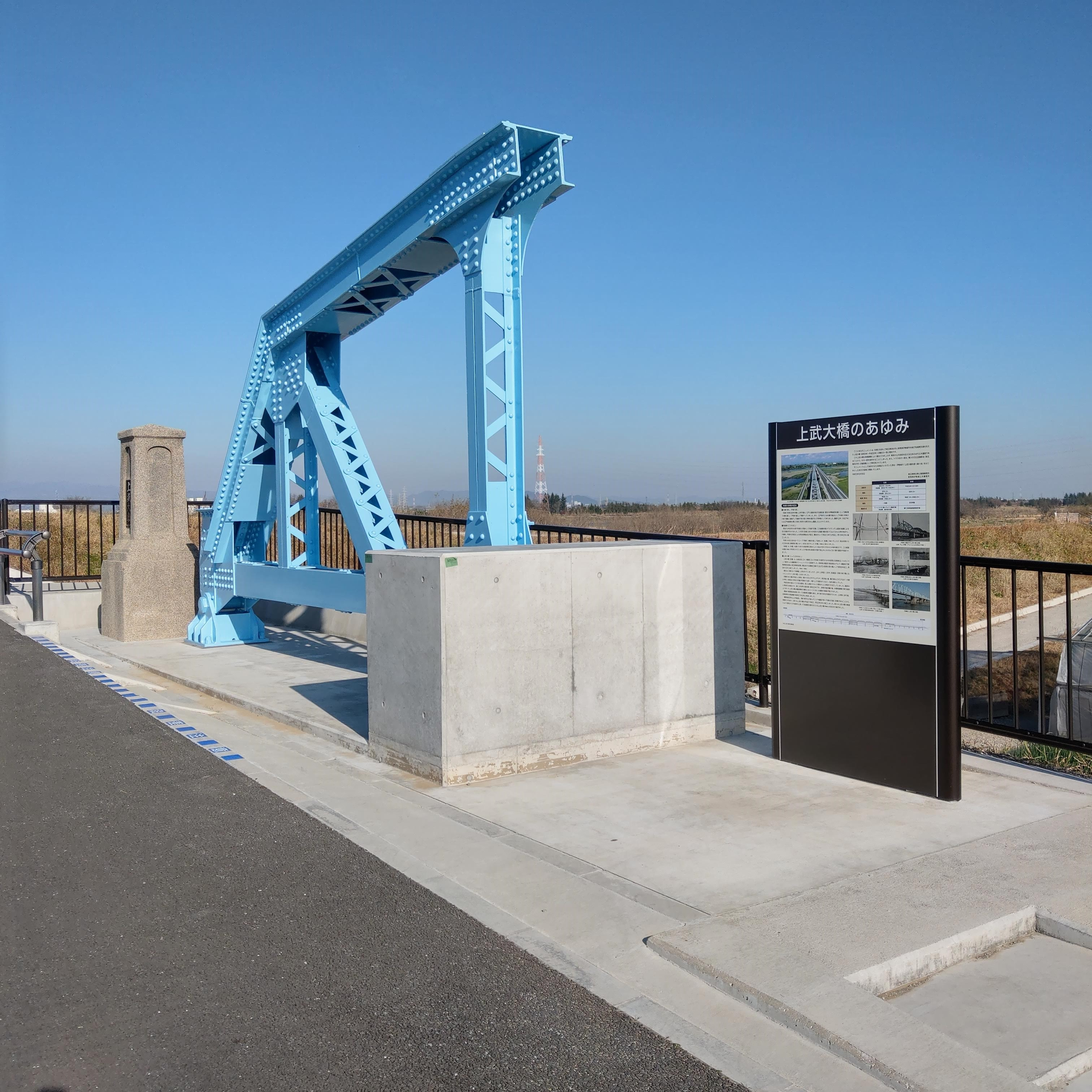
上武大橋のあゆみ

## 隣の橋
- 利根川

五料橋 - 坂東大橋 - 上武大橋 - 新上武大橋 - 刀水橋